# The Carbon Copy (film 1914)
The Carbon Copy è un cortometraggio muto del 1914 diretto da Thomas Ricketts. Prodotto dalla Flying A da un soggetto di Marjorie Felkner, aveva come interpreti Ed Coxen, Winifred Greenwood, George Field, William Bertram.

## Trama
Deluso dal comportamento delle donne, John Allen, un costruttore edile dai saldi principi, cessa ogni rapporto col mondo femminile, ritirandosi sia nel mondo degli affari sia nella vita sociale a vivere quasi come un eremita. Una ditta concorrente, la Grey & Son, volendo portargli via un affare, mandano nel suo ufficio come stenografa Agnes per spiarlo. Credendo che la ragazza sia diversa dalle altre donne, Allen si innamora di lei. La ragazza rompe ogni rapporto con Grey ma Allen, vedendola parlare con lui, salta alle conclusioni e si ricrede anche su di lei. Ma la piena confessione di Agnes e la sua franchezza gli fanno cambiare idea e i due finiscono in un abbraccio.

## Produzione
Il film fu prodotto dalla American Film Manufacturing Company (come Flying A).

## Distribuzione
Distribuito dalla Mutual, il film - un cortometraggio di una bobina - uscì nelle sale cinematografiche degli Stati Uniti il 28 febbraio 1914.